# Erich Donnerhack

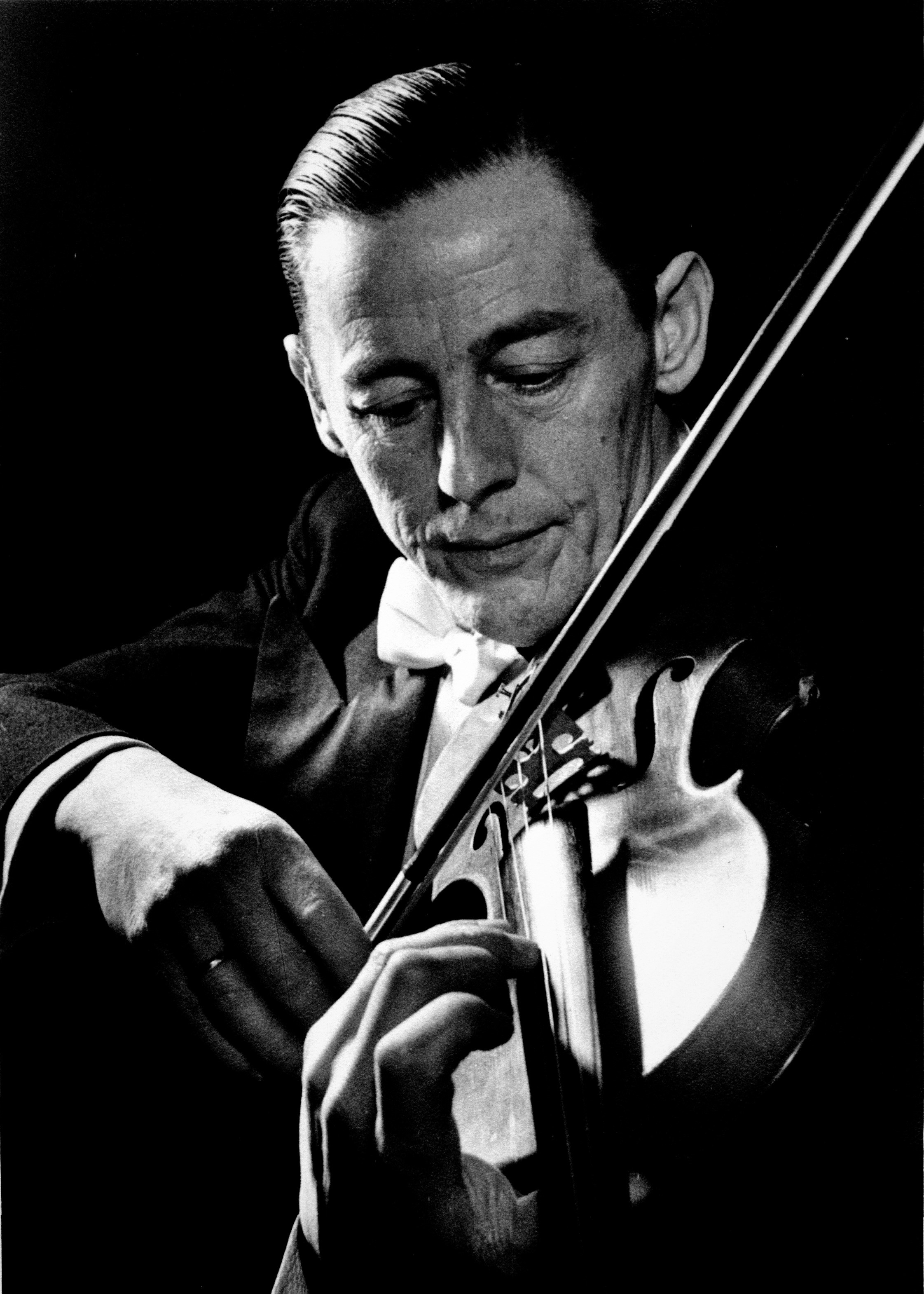
Erich Donnerhack um 1960

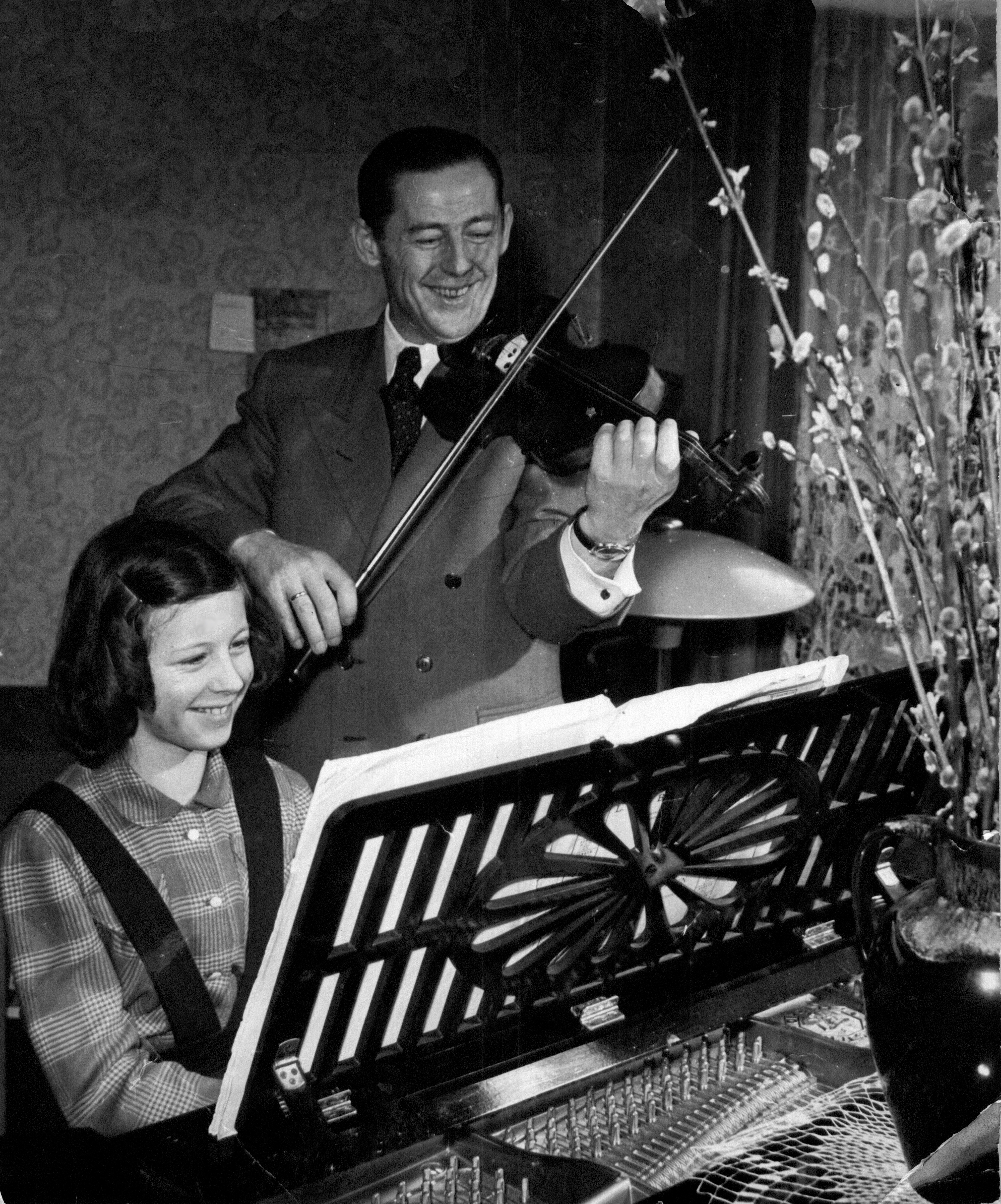
Erich Donnerhack mit Tochter Ingrid bei der Hausmusik um 1950

Erich Herbert Donnerhack (* 5. August 1909 in Dresden; † 12. März 1990 in Leipzig) war ein deutscher Orchesterleiter und Leiter des Rundfunk-Sinfonieorchesters Leipzig.

## Leben
Erich Donnerhack wurde am 5. August 1909 in Dresden als viertes Kind von Albin und Anna Donnerhack geboren. Seine Eltern hatten eine Gastwirtschaft an der Elbe, „Onkel Toms Hütte“. Als Kind lernte er erst ein Jahr Oboe, dann Violine und Klavier. Mit 15 Jahren wurde er in die Dresdner Orchesterschule aufgenommen und machte dort 1929 sein Abschlussexamen. Als Substitut saß er in der Dresdner Staatskapelle und erlebte Fritz Busch als Dirigenten und den damals 12-jährigen Yehudi Menuhin als Geigensolisten.
Sein erstes Engagement bekam Donnerhack im Dresdner Operettentheater (Residenztheater) als Konzertmeister. Dort lernte er auch seine spätere Frau, die Tänzerin Edith Uhlig kennen. Gemeinsam gingen sie zwei Jahre später nach Altenburg an das dortige Stadttheater, er als Konzertmeister und sie als Solotänzerin. In den Theaterferien, die damals nicht bezahlt wurden, versammelte Erich Donnerhack einige Musiker um sich und sie fuhren nach Garmisch-Partenkirchen oder Mittenwald und spielten dort den ganzen Sommer Kurkonzerte. 1939 erspielte er sich unter 35 Violinisten eine Geigenstelle im Berliner Sinfonieorchester. Edith Uhlig wechselte als Tänzerin an das Berliner Metropoltheater, wo sie mit dem jungen Johannes Heesters in seinen Paraderollen auf einer Bühne stand.
1940 heiratete das Paar und Erich Donnerhack wurde im gleichen Jahr zum Militär eingezogen. Nach seinem Grundwehrdienst holte er seine Geige aus Berlin und spielte während des ganzen Krieges und auch dann in Gefangenschaft mit anderen Soldaten Unterhaltungsmusik. 1942 wurde seine Tochter Ingrid geboren. In der Gefangenschaft in Marseille gründete er ein 9-Mann starkes Orchester, das er als Sologeiger dirigierte. Ein Tagebuch aus dieser Zeit mit allen Programmen dieses Orchesters wurde gerettet und ist im Besitz der Familie Donnerhack.
1946 kam er aus der Gefangenschaft zurück und folgte einem Angebot aus Leipzig, ein Rundfunk-Unterhaltungs-Orchester aufzubauen. Die Anfangsjahre waren sehr schwierig, denn die Senderäume waren zerbombt und die Technik mangelhaft. Er leitete ein 18-köpfiges Orchester und spielte von Klassik bis Schlager alles, wovon es noch Notenmaterial gab. Viel wurde mit der Hand abgeschrieben oder neu komponiert. Der Komponist Siegfried Bethmann war ein enger Weggefährte dieser Zeit. Künstler wie Heinz Quermann, Lutz Jahoda und Fred Frohberg begannen ihre Karriere in den Konzerten des „Rundfunk-Unterhaltungs-Orchesters Erich Donnerhack“, was später als „Unterhaltungsorchester des Mitteldeutschen Rundfunks“ im Radio einen hohen Beliebtheitsgrad erreichte.
1957 wechselte Erich Donnerhack nach Halle an der Saale und gründete dort das Große Unterhaltungsorchester Halle mit 53 Musikern. In dieser Zeit begann er, selbst die Arrangements für das Ensemble in Sinfonieorchestergröße zu schreiben. Hunderte dieser Instrumentationen wurden in den Konzerten bei Auftritten in der ganzen DDR gespielt. Ein Teil dieser Partituren liegen im Archiv des Händel-Theaters Halle.
1962 richtete Donnerhack ein Aufnahmegesuch an den Verband der Komponisten und Musikwissenschaftler der DDR (VKM), dem 1963 entsprochen wurde. Im Februar 1966 trat er wieder aus.
1970 wurde Donnerhack in den Ruhestand verabschiedet. Einige Jahre schrieb er noch für „sein“ Orchester Arrangements und Kompositionen, bis Alter und Krankheit diese konzentrierte Arbeit nicht mehr zuließen. Seinen 80. Geburtstag im August 1989 konnte er noch im Kreise seiner Familie und alten Freunden wie Heinz Quermann, Fred Frohberg und Lutz Jahoda feiern. Auch die Wende erlebte er noch.
Am 12. März 1990 starb Donnerhack an Lungenkrebs.

## Familie
Mit seiner Ehefrau, Edith geb. Uhlig, war er in seinem Todesjahr 50 Jahre verheiratet. Sie führte nach ihrer Laufbahn als Tänzerin den Haushalt der Familie. Bei offiziellen Anlässen oder großen Konzerten war Edith die Grand Dame der Gesellschaft. Sie starb am 11. März 2004.
Erich und Edith Donnerhack hatten eine Tochter namens Ingrid. Von klein an fand sie Zugang zur Musik. Mit fünf Jahren begann sie mit dem Klavierunterricht bei Carlernst Ortwein („Conny Odd“) und beim Kinderballett der Oper Leipzig. Ihr erster Ballettmeister war Tom Schilling. Das Ballett beendete sie nach acht Jahren. Klavier spielte sie noch bis zum Ende des Studiums. Mit 11 Jahren begann sie bei Margarethe Kluvetasch Harfe zu spielen und studierte dieses Hauptfach dann an der Hochschule für Musik Leipzig. Engagements als Orchesterharfenistin führten Ingrid Donnerhack u. a. nach Suhl, Eisleben, Stendal, Eisenach und Meiningen. Nach einem weiteren Studium der Musikdramaturgie ging sie an die Theater Schwerin und Rostock. Dort unterrichtet sie an vier Musikschulen Mecklenburg-Vorpommerns Kinder im Harfespiel.